# Wanda Folejewska
Wanda Folejewska – szwaczka zakładów "Warmia” w Suwałkach, działaczka NSZZ Solidarność, członek Zarządu Regionu "Solidarności” Pojezierze, agentka SB o kryptonimie TW Ewa. Uznawana za najważniejszego agenta komunistycznych służb w suwalskiej Solidarności.
Była samotnie wychowującą matką. Współpracę z SB nawiązała prawdopodobnie  w maju 1981 r., gdy zgłosiła się u porucznika Antoniego Majewskiego z prośbą o przeniesienie syna służącego w wojsku ze Śląska na teren województwa Suwalskiego. W sierpniu 1981 r., sformalizowała swoją współpracę z SB. Podczas swojej współpracy dostarczała SB sprawozdania z zebrań zarządu, raporty o planowanych strajkach i sytuacji związkowej z jej miejsca pracy oraz informacje personalne dotyczące między innymi szefa suwalskiej Solidarności Lecha Biegalskiego,  szef Solidarności w zakładach "Warmia" Tadeusza Moćkuna i  kierownik biura informacyjnego Zarządu Regionu „Solidarność” Pojezierze – Romualda Łanczkowskiego. Za swą współpracę pobierała wynagrodzenie, w sumie zarobiła ok.  30 tys. zł. W czerwcu 1982 r., w ramach pracy operacyjnej dała się internować w zakładzie dla kobiet w Gołdapi pod zarzutem organizacji strajku. Formalnie jej współpraca z SB została zakończona w 1983 r. Była pierwszą osobą współpracującą z SB na Suwalszczyźnie której personalia zostały ujawnione. Wanda Folejewska zaprzecza jakoby kiedykolwiek współpracowała z SB.  